# 馬爾齊亞諾韋 (伊瓦尼夫卡區)
47°3′3″N 30°22′24″E / 47.05083°N 30.37333°E
馬爾齊亞諾韋（烏克蘭語：Марціянове）是位於烏克蘭西南部的村莊，由敖德萨州贝雷济夫卡区的科諾普利亞內市鎮負責管轄。該村始建於1939年，面積1.05平方公里，海拔高度36米，2001年人口42，人口密度每平方公里40.11人。